# Brecht, Belgien
Brecht (nederländskt uttal: [brɛxt]) är en kommun i provinsen Antwerpen i regionen Flandern i Belgien. Kommunen har cirka 29 454 invånare (2020).